# Musée des Transports de Manchester

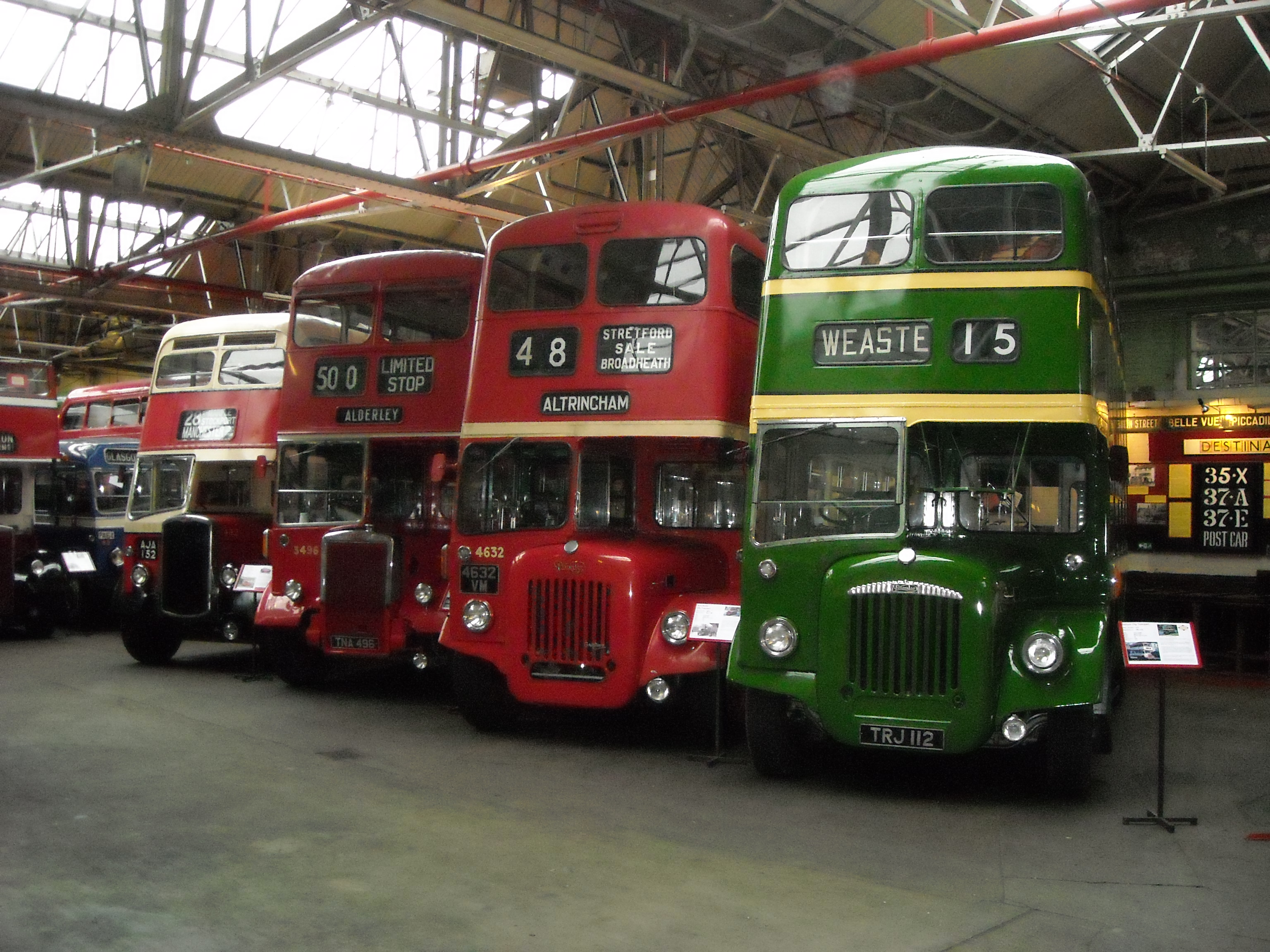
Quelques éléments exposés dans le musée.

Le Musée des Transports de Manchester est un musée qui vise à retracer l'histoire des transports publics dans le Grand Manchester, au nord-ouest de l'Angleterre. Le musée est situé à Cheetham Hill, à Manchester.